# George Prescott Bush
Pour les articles homonymes, voir George Bush et Bush.
Pour les autres membres de la famille, voir Famille Bush.
George Prescott Bush, né le 24 avril 1976 à Fort Worth au Texas, est avocat à Dallas. Il est le fils aîné de Jeb Bush, ancien gouverneur de Floride, le neveu du président George W. Bush et le petit-fils du président George H. W. Bush.

## Biographie
Sa mère, Columba, est née à Mexico. Du fait de cet héritage métissé, George P. Bush est populaire au sein de la communauté hispanique de Floride. George P. Bush est le cousin de Lauren Bush et de Jenna et Barbara Bush.
Catholique, George P. Bush a commencé ses études universitaires à l'Université Rice et il est diplômé en droit de l'université du Texas depuis 2003.
Il est marié à Amanda Williams depuis août 2004. Ils ont deux fils, Prescott, né le 3 juin 2013 et John, né le 13 avril 2015.
En 2000 et 2004, il participe activement aux campagnes électorales de son oncle George W. Bush, prononçant des discours en espagnol dans les États à forte densité hispanique. Il fut également l'un des intervenants officiels lors de la convention républicaine à New York en septembre 2004.
Il est membre de la direction de la chambre de commerce de Fort Worth.
Le 21 mars 2007, la réserve de l'United States Navy annonce sa sélection pour suivre un entrainement d'officier de renseignement militaire d'un an. Il aura le grade d'enseigne de vaisseau pendant ses huit années de service comme réserviste. En octobre 2007, il rejoint le dernier porte-avions de l'US Navy entré en service, le USS George H. W. Bush portant le nom de son grand-père. En 2010, il effectue un tour de service en Irak et sert durant huit mois, en 2011, lors de la guerre d'Afghanistan.
George P. Bush est l'un des jeunes espoirs politiques de la famille Bush. En 2010, il cofonde le comité d'action politique Hispanic Republicans of Texas (HRT), pour promouvoir et soutenir les candidats latino américains républicains au Texas. En novembre 2012, il dépose auprès de la commission d'éthique du Texas un formulaire de désignation d'un trésorier de campagne ce qui est une étape préalable pour faire acte de candidature dans l'État.
En 2014, il est élu au poste de land commissioner (en) du Texas. Il est réélu en 2018.
En juin 2021, George Bush décide de se présenter au poste de procureur général du Texas avec une vidéo de campagne qui loue Donald Trump et ne mentionne pas son père, son grand-père ou son arrière-grand-père. Néanmoins, Donald Trump approuve l'adversaire de Bush, Ken Paxton. En novembre 2022, George Bush a obtenu 32% des voix aux élections primaires, étant battu par Paxton qui a obtenu 68% des voix.